# 深瞳
《深瞳》是2007年出品的24集中国电视连续剧。该剧因剧情被质疑未经授权改编自日本推理漫画《金田一少年之事件簿》。
由于金田一原作及后来的小说版的故事内容是发生在日本社会的，所以该剧编剧徐纪周花了很大的精力才把该故事及人物本土化。
徐纪周称：“中国的主流观众无论是对文学作品还是影视作品，所能接触到的类型还是相当窄的。通过这样一个方式，接触一下日式本格派的推理探案剧也是个好事儿。"

## 主演
- 张磊　饰　江沪生（金田一一）
- 白雪云　饰　李芸（七濑美雪，部分继承速水玲香戏份）
- 石兆琪　饰　范广天（剑持勇）
- 弦子　饰　姚安然（高森益美，部分继承速水玲香戏份）
- 黄俊鹏　饰　上官睿（明智健悟）

## 分集剧情
第1-2集《养老院之谜》
参见《金田一少年事件簿》之《学院七不思议杀人事件》和《鬼火岛杀人事件》
第3-4集《熊出没注意》
参见《金田一少年事件簿》之《魔犬森林杀人事件》
第5-6集《英雄救美》
参见《金田一少年事件簿》之《速水玲香诱拐杀人事件》
第7-9集《摇篮曲》
参见《金田一少年事件簿》之《绞首学院杀人事件》
第10-11集 《神秘的书稿》
参见《金田一少年事件簿》之《金田一少年的杀人》
第12-13集 《娃娃》
参见《金田一少年事件簿》之《法兰西银币杀人事件》
第14-15集 《孤岛情仇》
参见《金田一少年事件簿》之《悲恋湖传说杀人事件》
第16-18集 《仇海迷航》
参见《金田一少年事件簿》之《幽灵客船杀人事件》
第19-21集 《夜半歌声》
参见《金田一少年事件簿》之《新歌剧院杀人事件》
第22-24集 《云梦山庄》
参见《金田一少年事件簿》之《塔罗山庄杀人事件》

## 编剧感想
1. “比起现在学院培养出来的好多著名编剧，只知道照着美剧的字幕往下干扒，或者把别人的东西改个名就说成是自己的，这就不算什么了。”[1]
2. “中日的国情相差很大，把两个中学生的叨逼叨化在两个警察身上，这肯定不能原样照搬的。这其实是个最麻烦的活儿，但也往往最容易被忽略，所以国内许多抄老美和日韩的戏弄得不伦不类，主要都是在身份和环境置换的时候，功课没有做好。”[2]